# Missionarie di Gesù Crocifisso
Le Missionarie di Gesù Crocifisso (in spagnolo Misioneras de Jesús Crucificado; sigla M.J.C.) sono un istituto religioso femminile di diritto pontificio.

## Storia
Le origini della congregazione risalgono al 1963, quando un gruppo di giovani donne si riunì per dedicarsi alle opere di apostolato sotto l'autorità di Manuel Martín del Campo Padilla, arcivescovo coadiutore di Morelia, che eresse la comunità in pia unione il 29 luglio 1967. La prima superiora generale fu María Teresa Gómez Gudiño.
L'istituto è aggregato all'ordine dei frati minori dal 2 febbraio 1977.

## Attività e diffusione
Le suore si dedicano all'apostolato delle missioni popolari e al lavoro in centri scolastici e catechistici.
La sede generalizia è a Guadalajara.
Alla fine del 2015 l'istituto contava 179 religiose in 22 case.